# René Wolff
René Wolff (* 4. April 1978 in Erfurt) ist ein deutscher Radsporttrainer. Von 2010 bis 2017 sowie 2022 betreute er die niederländische Bahn-Nationalmannschaft in den Kurzzeitdisziplinen. Von 2018 bis 2021 war er Nationaltrainer in Neuseeland. Als Aktiver wurde er Olympiasieger und zweimaliger Weltmeister. 

## Sportliche Laufbahn
René Wolff begann 1987, im Alter von acht Jahren, mit dem Radsport. 1995 und 1996 wurde er Junioren-Weltmeister im Sprint, 1999 Europameister. 2001 holte er sich den deutschen Meistertitel im Keirin. 2003 wurde er dreifacher deutscher Meister im Sprint, Keirin und im Olympischen Sprint und holte Sprint-Bronze bei den Bahn-Radweltmeisterschaften in Stuttgart. Bei den Olympischen Sommerspielen 2004 in Athen errang Wolff Gold im Teamsprint und Bronze im Sprint. 2005 gewann er als fünfter Deutscher überhaupt bei den Bahn-Weltmeisterschaften in Los Angeles die Goldmedaille im Sprint. 1997 siegte er im Grand Prix Kopenhagen. 2002 gewann er den Großen Preis von Deutschland. Von den internationalen Sprinterturnieren gewann er weiterhin den Großen Preis von Büttgen 1998, 2002 und 2004.
Im Mai 2007 beendete Wolff seine Karriere als Radsportler wegen Perspektivlosigkeit und Unstimmigkeiten mit dem Bund Deutscher Radfahrer.

## Berufliches
René Wolff (Spitzname „Heintje“) hat Literatur und Philosophie studiert. Zum 1. September 2008 wurde er Stützpunkttrainer für den Kurzzeitbereich am Landesstützpunkt Thüringen in Erfurt und trat damit die Nachfolge seines langjährigen Trainers Jochen Wilhelm an. Anfang des Jahres 2010 wechselte er als Nationaltrainer in die Niederlande, im November 2016 wurde sein dortiger Vertrag um vier Jahre verlängert. Im März 2017 wurde bekannt, dass Wolff von seinem Amt nach den UCI-Bahn-Weltmeisterschaften 2017 im April in Hongkong zurücktritt. Ab Juni 2017 war Wolff als prestatiemanager (in etwa: Leistungssportdirektor) des niederländischen Sport- und Olympiaverbandes NOC*NSF tätig.
Im August 2018 wurde bekannt, dass René Wolff ab Beginn der Bahnrad-Saison 2018/19 als Nachfolger von Anthony Peden neuer Kurzzeit-Nationaltrainer in Neuseeland wird. Im Dezember 2021 trat Wolff von seinem Trainerposten in Neuseeland zurück. Im Zusammenhang mit der Untersuchung des Todes der Radsportlerin Olivia Podmore wurden Vorwürfe gegen Funktionäre des neuseeländischen Radsportverbandes erhoben, von denen zwei schon vorher ihre Ämter aufgaben. Zum 1. Februar 2022 übernahm er erneut das Amt des niederländischen Nationaltrainers im Kurzzeitbereich, nachdem sein Vorgänger Hugo Haak zurückgetreten war. Sein zum Ende Januar 2023 laufender Vertrag wurde vom niederländischen Radsportverband KNWU nicht verlängert. In einem Interview sagte der niederländische Sprinterstar Harrie Lavreysen, Wolff sei ein guter Trainer für junge Talente auf dem Weg zur Spitze. Inzwischen bestehe das niederländische Team jedoch aus „Siegern“, da sei eine andere Herangehensweise gefragt, vor allem in Hinblick auf die Olympischen Spiele 2024 in Paris.
Von September 2023 bis September 2024 war René Wolff Bundesstützpunkttrainer in Schwerin. Anschließend wechselte er als Sportmanager zu Topsport Noord, einem Talentförderungsinstitut des niederländischen Spitzensports.

## Privates
Wolff hat zwei Kinder aus einer früheren Ehe. Während seiner Tätigkeit in den Niederlanden lebte und arbeitete er in Apeldoorn. Er ist mit der ehemaligen niederländischen Bahnsprinterin Willy Kanis liiert; das Paar hat seit 2014 einen gemeinsamen Sohn.

## Erfolge
1995
- Junioren-Weltmeister – Sprint

1996
- Junioren-Weltmeister – Sprint

1999
- Europameister – Sprint

2001
- Deutscher Meister – Keirin

2002
- Weltmeisterschaft – Keirin
- Weltcup in Monterrey – Sprint

2003
- Weltmeister – Teamsprint (mit Carsten Bergemann und Jens Fiedler)
- Weltmeisterschaft – Sprint
- Weltcup in Moskau – Keirin
- Weltcup in Sydney – Sprint
- Deutscher Meister – Keirin, Sprint, Teamsprint (mit Matthias John und Michael Seidenbecher)

2004
- Olympiasieger – Teamsprint (mit Stefan Nimke und Jens Fiedler)
- Olympische Spiele – Sprint
- Weltcup in Moskau – Teamsprint (mit Carsten Bergemann und Jens Fiedler)
- Deutscher Meister – Keirin

2005
- Weltmeister – Sprint
- Weltmeister – Teamsprint (mit Stefan Nimke und Matthias John)
- Weltcup in Manchester – Keirin